# Chromian ołowiu(II)
Chromian ołowiu(II), PbCrO4 − nieorganiczny związek chemiczny, sól kwasu chromowego i ołowiu, wykorzystywany jako żółty pigment o nazwie żółcień chromowa. Występuje naturalnie jako minerał krokoit.

## Otrzymywanie
Chromian ołowiu otrzymuje się przez strącanie z roztworów chromianów za pomocą roztworów soli ołowiu, np. w reakcji chromianu potasu z azotanem ołowiu(II):
K2CrO4 + Pb(NO3)2 → PbCrO4↓ + 2KNO3
Do ww. reakcji można też użyć zalkalizowanego roztworu dichromianu potasu.

## Właściwości
Chromian ołowiu jest praktycznie nierozpuszczalny w wodzie, nie rozpuszcza się też w rozcieńczonych kwasach. Rozpuszczalny w stężonych kwasach mineralnych. Reaguje z rozcieńczonymi roztworami zasad z wytworzeniem soli zasadowych (np. 2PbO•PbCrO4) o barwie czerwonej, wykorzystywanych jako barwniki. Rozpuszcza się w stężonych alkaliach dając ołowiny:
PbCrO4 + 4NaOH ⇌ Na2PbO2 + Na2CrO4 + 2H2O
Chromian ołowiu(II) jest substancją silnie trującą i rakotwórczą.

## Bibliografia

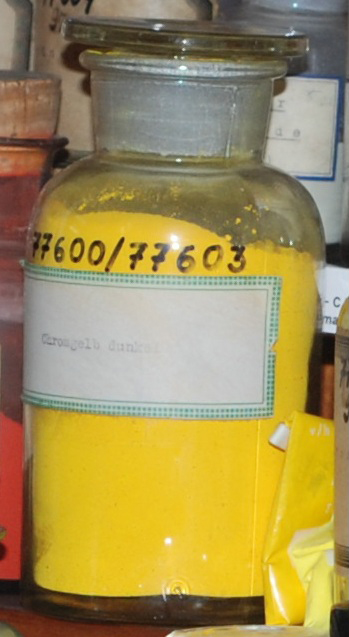
Chromian ołowiu(II) w zbiorze historycznych barwników na Uniwersytecie Technicznym w Dreźnie